# Pakem (Pakem)
Pakem is een bestuurslaag in het regentschap Bondowoso van de provincie Oost-Java, Indonesië. Pakem telt 3070 inwoners (volkstelling 2010).